# 서벽정
서벽정(棲碧亭)은 대한민국 전북특별자치도 무주군 설천면 두길리에 있는 정자이다. 1992년 6월 20일 전라북도의 기념물 제80호로 지정되었다.

## 개요
서벽정은 고종 23년(1886)에 연재 송병선(1836∼1905) 선생이 무주에 내려와 구천동 물가에 지은 정자로, 선비들과 나라 일을 논하며 후학을 양성하던 곳이다.
송병선 선생은 송시열의 후손으로 벼슬에 뜻을 두지 않고 은둔생활을 하던 중, 일제에 의해 강제로 을사조약이 체결되자 망국의 울분을 참지 못하고 자결로써 충절을 지킨 충신이다.
지금 있는 정자는 불에 타 없어져 고종 28년(1891)에 다시 지은 것으로, 한국전쟁 때에는 북한군이 머물기도 하였다.

## 같이 보기
- 송병선

## 참고 문헌
- 서벽정 - 국가유산청 국가유산포털